# Ullahpara
Ullahpara è un sottodistretto (upazila) del Bangladesh situato nel distretto di Sirajganj, divisione di Rajshahi. Si estende su una superficie di 414,43 km² e conta una popolazione di 540.156  abitanti (censimento 2011).